# (29922) 1999 JZ27
A (29922) 1999 JZ27 a Naprendszer kisbolygóövében található aszteroida. A LINEAR projekt keretében fedezték fel 1999. május 10-én.